# Wiershausen (Kalefeld)
Wiershausen ist ein Ortsteil der Gemeinde Kalefeld im Landkreis Northeim, Niedersachsen.

## Lage
Das Dorf liegt am Westrande des Harzes nordöstlich von Kalefeld hinter den Dögeroder Klippen.

## Geschichte
Ein Dorf „Wuringereshusen“ wird von 826 bis 853 im Rittigau erwähnt. Dabei handelt es sich wahrscheinlich um das heutige Wiershausen, welches damit zu den frühmittelalterlichen Ansiedlungen der Region gehörte.
Wiershausen wurde am 1. März 1974 in die Gemeinde Kalefeld eingegliedert.

## Politik

### Ortsrat
Wiershausen hat einen Ortsrat, der fünf Mitglieder umfasst. Bei der Kommunalwahl 2021 ergab sich folgende Sitzverteilung:
- Wählergemeinschaft für Wiershausen: 5 Sitze

### Ortsbürgermeister
Ortsbürgermeister ist Niklas Rose (Stand 2017).

### Wappen
Das Wappen ist ein silberner Schild, den eine schräglinks gelegte schwarze germanische Lanze teilt. Am Übergang vom Schaft zur Lanzenspitze finden sich zwei goldene Bänder als Verzierung. Weitere Symbole sind ein grüner Hagebutten-Zweig mit roten und ein grüner Schlehenzweig mit blauen Beeren. Die Lanze weist auf die nahe dem Ort in der Fläche des Harzhornereignisses gefundene und ebenso verzierte Lanzenspitze hin. Die Früchte der hier symbolisierten Wildpflanzen Schlehen und Hagebutten trugen früher dazu bei, der Bevölkerung das Überleben zu sichern.

## Kultur und Sehenswürdigkeiten

### Baudenkmal

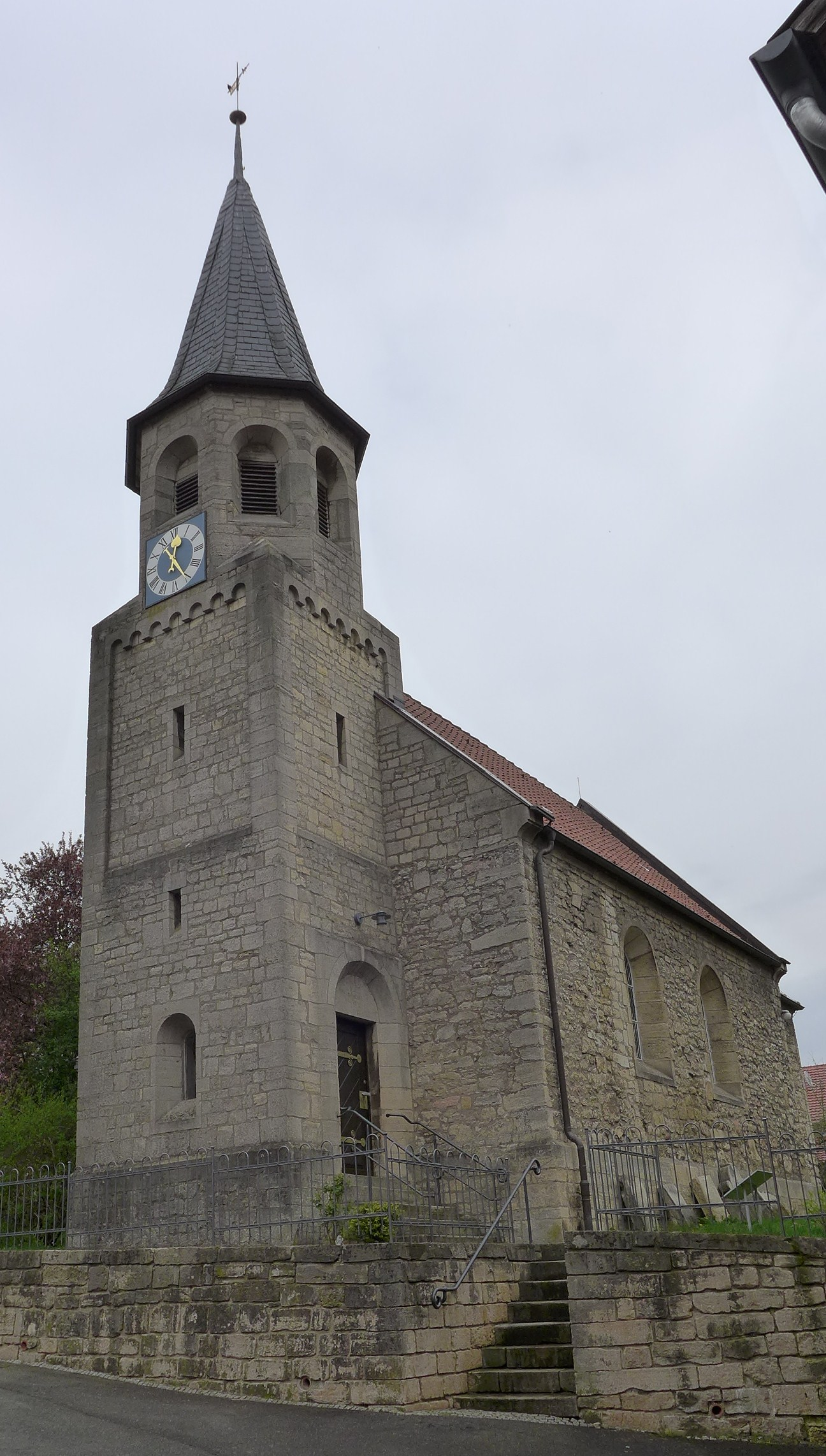
Kirche

Die Simon-und-Judas-Kirche wurde mehreren aufwendigen Rekonstruktionsarbeiten unterzogen. Sie wurde 1879–1881 nach Plänen Conrad Wilhelm Hases erbaut. 2007 bekam sie eine neue Orgel mit drei Registern. Die Gemeinde gehört dem Kirchenkreis Harzer Land an.

### Bodendenkmal
Unweit nordöstlich von Wiershausen nahe der B 248 liegt das Römische Schlachtfeld bei Kalefeld. Das ausgedehnte Fundgebiet eines Gefechtes wird einer Auseinandersetzung zwischen römischen und germanischen Kriegern im frühen 3. Jahrhundert zugeordnet. Die ersten Funde wurden im Jahr 2000 bei der Suche nach einer mittelalterlichen Burganlage gemacht, ihre Bedeutung und ihr Alter wurde jedoch erst Ende 2008 durch archäologische Ausgrabungen erkannt.